# Der Puppenmacher von Kiang-Ning
Der Puppenmacher von Kiang-Ning er en tysk stumfilm fra 1923 af Robert Wiene.

## Medvirkende
- Werner Krauss
- Lia Eibenschütz
- Ossip Runitsch
- Lucie Mannheim
- Julius Falkenstein
- Fritz Achterberg